# 焦點 (語言學)
焦點（縮寫為：foc）是一種語法的類別，用於確定句子的哪一部分能夠提供新的、不可推導的或對比的信息。焦點與信息結構有關。對比焦點尤其是指與對話者 (語言學)的前提相反之信息編碼。
相關詞條包括評論以及述位(Rheme)。